# 尚邦 (谢尔省)
尚邦（法語：Chambon，法語發音：[ʃɑ̃bɔ̃] ⓘ）是法国谢尔省的一个市镇，属于圣阿芒蒙龙区。

## 地理
尚邦（46°47'13"N, 2°19'29"E）面积13.91 平方千米，位于法国中央-卢瓦尔河谷大区谢尔省，该省份为法国中部省份，北起卢瓦雷省，西接卢瓦-谢尔省和安德尔省，南至克勒兹省，东南接阿列省，东临涅夫勒省。
与尚邦接壤的市镇（或旧市镇、城区）包括：谢尔河畔克雷藏赛、伊讷伊、莫尔拉克、圣桑福里安、瓦勒奈。

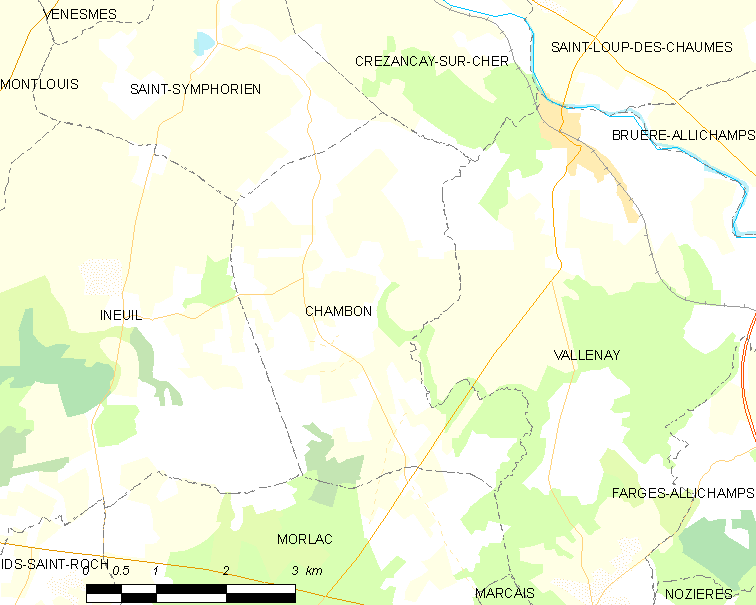
的OSM定位图

尚邦的时区为UTC+01:00、UTC+02:00（夏令时）。

## 行政
尚邦的邮政编码为18190，INSEE市镇编码为18046。

## 政治
尚邦所属的省级选区为特鲁伊县。

## 人口

1962-2008年间人口变化图示

尚邦于2022年1月1日时的人口数量为154人。